# Inodrillia dido
Inodrillia dido là một loài ốc biển, là động vật thân mềm chân bụng sống ở biển trong họ Turridae.